# Grenzprodukt des Kapitals
Das Grenzprodukt des Kapitals (englisch marginal product of capital; MPK) ist eine volkswirtschaftliche und betriebswirtschaftliche Kennzahl, welche die zusätzliche Ausbringung angibt, die aus dem Einsatz einer infinitesimal kleinen Kapitaleinheit resultiert. Pendant ist das Grenzprodukt der Arbeit.

## Allgemeines
Die Wirtschaftswissenschaften kennen viele Komposita wie Grenzkosten, Grenznutzen, Grenzpreis oder Grenzprodukt, denen gemeinsam ist, dass es um den Zuwachs geht, der durch den Einsatz (englisch input) einer weiteren Einheit einer ökonomischen Größe erzielt oder aufgewendet wird. Das ist auch beim Grenzprodukt der Fall, einem von einem zusätzlichen Einsatz einer infinitesimal kleinsten Einheit eines Produktionsfaktors ausgelösten Ertragszuwachs.
Das Grenzprodukt des Kapitals ist wie das Grenzprodukt der Arbeit eine Unterart des Grenzproduktes in der neoklassischen Produktionstheorie, das den Zuwachs des Ertrags (oder des Nutzens) ausdrückt, der durch den Einsatz einer jeweils weiteren Einheit eines Produktionsfaktors (Arbeit, Boden, Kapital) erzielt wird. Das Grenzprodukt des Kapitals zeigt die zusätzliche Ausbringung (englisch output), die produziert werden kann, wenn der Kapitaleinsatz um eine infinitesimal kleine Einheit erhöht wird.
Das Grenzprodukt des Kapitals ({\displaystyle MP_{K}}) ist die zusätzliche Ausbringung, die aus einem weiteren Kapitaleinsatz bei konstanten übrigen  Produktionsfaktoren erzielt wird:
{\displaystyle MP_{K}=f(K+1,L)-f(K,L)}.
Die Funktion {\displaystyle f(K+1,L)} zeigt den Zuwachs des Kapitals {\displaystyle K} um eine Einheit bei gegebenem Faktor Arbeit {\displaystyle L}, der als konstant vorausgesetzt wird.

## Arten
Unterschieden wird zwischen dem partiellen Grenzprodukt, das die Wirkung des Einsatzes eines Produktionsfaktors von mehreren gemeinsam eingesetzten Produktionsfaktoren zeigt, und dem totalen Grenzprodukt, das die gemeinsame Wirkung der Veränderung aller eingesetzten Faktorarten beschreibt. Entsprechend stehen die Partial- oder Totalanalyse zur Verfügung. Das Grenzprodukt des Kapitals ist mithin ein partielles Grenzprodukt, weil es lediglich den Faktor Kapital untersucht.

## Wirtschaftliche Aspekte
Die Entscheidung über einen Kapitaleinsatz (Eigenkapital und/oder Fremdkapital) trifft ein Unternehmen ebenso autonom wie über den Arbeitseinsatz. Eine Rationalisierung spart Arbeitskräfte, wenn sie das Grenzprodukt des Kapitals stärker erhöht als das Grenzprodukt der Arbeit; umgekehrt verhält es sich bei Kapitalherabsetzungen. Bei konstantem Kapitalkoeffizienten bleibt bei technischem Fortschritt auch das Grenzprodukt des Kapitals gleich.
Ist das Grenzprodukt des Kapitals {\displaystyle K} positiv, so gilt:
{\displaystyle {\frac {\delta f}{\delta K}}>0}.
Wird der Kapitaleinsatz weiter erhöht – bei konstanter Menge anderer Produktionsfaktoren – so sinkt nach dem Ertragsgesetz die Grenzproduktivität. Der Realzins entspricht bei vollkommener Konkurrenz dem Grenzprodukt des Kapitals.
Ertragsgesetz und Grenzprodukt des Kapitals
Es wird von einer Produktion ausgegangen, bei der nur der Produktionsfaktor Kapital ({\displaystyle K}) variabel ist, alle übrigen Produktionsfaktoren bleiben konstant. Angenommen wird ein konstanter Arbeitseinsatz ({\displaystyle L}) von 10. Daran kann man sehen, wie der Betrag an Output {\displaystyle Q} ansteigt (wenn überhaupt), wenn sich der Input des Faktors Kapital erhöht:
| Kapital ({\displaystyle K}) | Arbeit ({\displaystyle L}) | Output ({\displaystyle Q}) | Grenzprodukt |
| --------------------------- | -------------------------- | -------------------------- | ------------ |
| 0                           | 10                         | 0                          | /            |
| 1                           | 10                         | 10                         | 10           |
| 2                           | 10                         | 30                         | 20           |
| 3                           | 10                         | 60                         | 30           |
| 4                           | 10                         | 80                         | 20           |
| 5                           | 10                         | 95                         | 15           |
| 6                           | 10                         | 95                         | 0            |
| 7                           | 10                         | 90                         | (-)5         |

Das Grenzprodukt des Kapitals steigt vorerst mit jedem zusätzlichen Kapitaleinsatz an. Es erreicht sein Maximum von 30 bei einem zusätzlichen Kapitaleinsatz von 3. Danach nimmt es wieder ab und kann bei zunehmender Einsatzmenge sogar weiter abnehmen und negativ werden. Die ersten Kapitaleinsätze bringen einen größeren Nutzen als der zuletzt vorgenommene Kapitaleinsatz.
Eine bessere Kapitalausstattung der Arbeitsplätze führt zu einer höheren Arbeitsproduktivität; wenn mehr Kapital eingesetzt wird,  verringert sich jedoch die Kapitalproduktivität. Mehr Inputs bedeuten mithin mehr Outputs, das Grenzprodukt des Kapitals ist dann positiv. Ein Unternehmen wird solange Kapitalerhöhungen auf dem vollkommenen Kapitalmarkt vornehmen, bis sein Grenzprodukt des Kapitals mit dem Gleichgewichtspreis (Kreditzins) übereinstimmt. Für Investitionen bedeutet dies, dass solange investiert wird, wie das Grenzprodukt des Kapitals höher ist als der Kreditzins. Ein abnehmendes Grenzprodukt des Kapitals bedeutet, dass das Grenzprodukt des Kapitals zurückgeht, wenn das Kapital weiter erhöht wird. Bei gegebener Kurve des Grenzprodukts des Kapitals entsprechen höhere Kreditzinsen einem niedriger als gewünscht ausfallenden Kapitalbestand. Der Realzins entspricht bei vollkommener Konkurrenz dem Grenzprodukt des Kapitals.